# 采基尼夫卡
48°9′20″N 28°19′33″E / 48.15556°N 28.32583°E

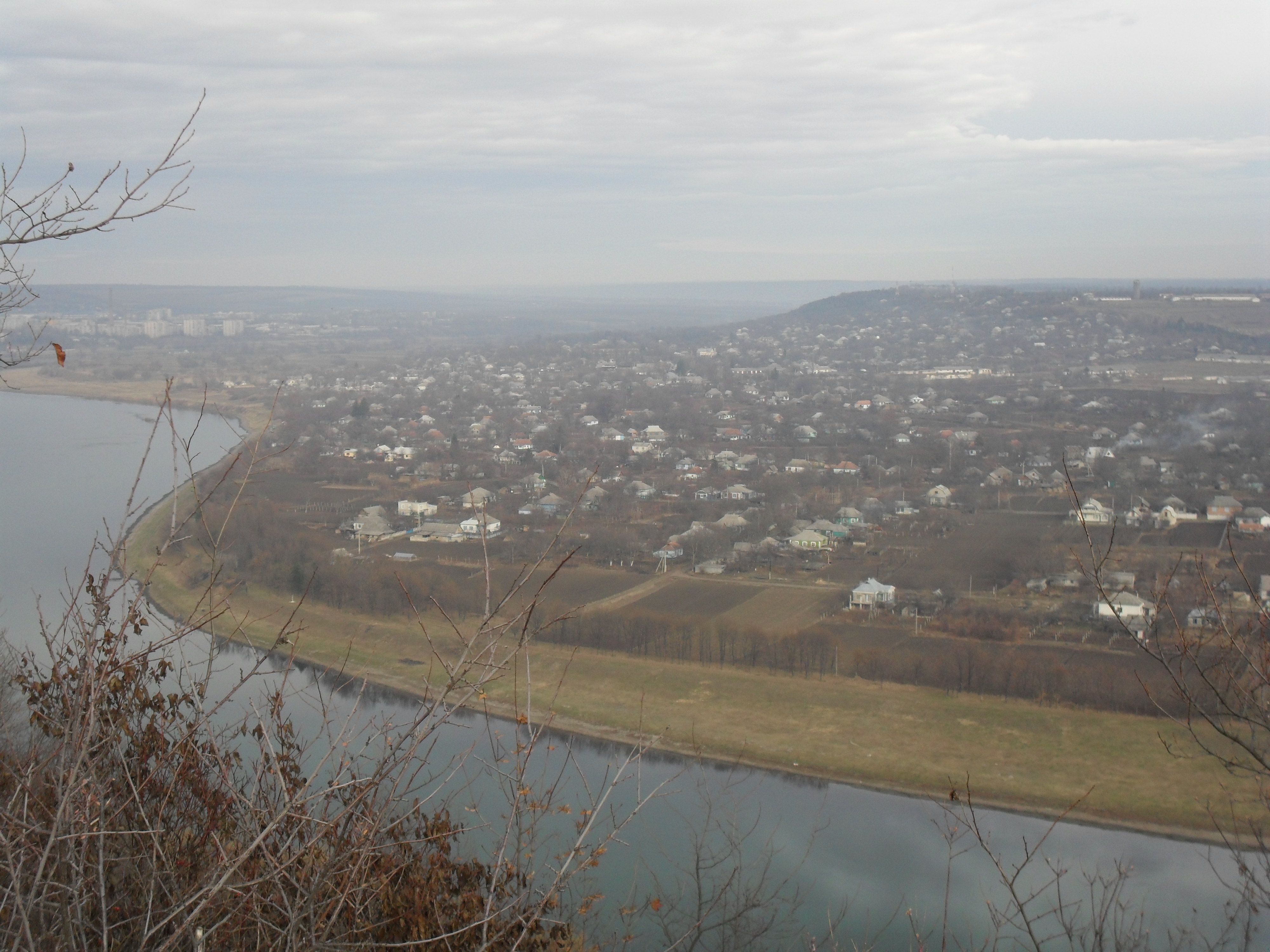

采基尼夫卡（烏克蘭語：Цекинівка），是烏克蘭的村落，位於該國西南部文尼察州，由莫希利夫-波季利斯基區負責管轄，始建於1700年，面積4.63平方公里，海拔高度73米，2001年人口1,970，人口密度每平方公里425.49人。